# Psammostiba comparabilis
Psammostiba comparabilis är en skalbaggsart som först beskrevs av Mäklin in Mannerheim 1853.  Psammostiba comparabilis ingår i släktet Psammostiba och familjen kortvingar. Inga underarter finns listade i Catalogue of Life.